# MRS-1型柴油机车 (EMD)
MRS-1型柴油机车是美国通用汽车易安迪公司（GM-EMD）于1952年为美国陆军运输兵（USATC）设计制造的一款1,600马力电力传动柴油机车。
1950年代初，随着苏联在东西欧之间拉起了铁幕，美国加入联合国军卷入朝鲜战争，美苏两大阵营的对抗趋向白热化。为了应对冷战时期紧张的国际形势，以及可能发生在各地的局部战争甚至大规模战争，美国陆军运输兵决定招标采购一款可适用于多种铁路系统的柴油机车，以增强战争爆发时的紧急动员和军事运输力量。根据美国陆军提出的技术设计要求，通用汽车易安迪公司与美国机车公司（联同通用电气公司）提出了各自的军用柴油机车设计方案。
1952年，两家公司分别完成了首批13台机车的试制任务，并由美国陆军运输兵进行了对比试验。两家公司的设计除了采用不同的动力传动装置外，其他机械部分实际上也非常相似，新型军用机车被定型为MRS-1型柴油机车，型号中的“MRS”代表军用干线调车机车（Military Road Switcher）。最终，美军更青睐于美国机车公司的方案，并向其追加订购了70台该型机车。虽然易安迪公司的方案在竞争中落选，但其设计后来衍生出打开出口市场的G16型柴油机车。
无论是易安迪公司还是美国机车公司制造的MRS-1型柴油机车，它们服役后其实从来没有在战争中执行过任务，一直作为战备物资存放于位于宾西法尼亚州玛丽埃塔的运输物资司令部。直到约1970年，美国国防部评估认为未来大规模陆上战争的战略不再包括占领及利用敌国铁路系统，这批机车才陆续解除封存状态，许多机车被调往各地的美军基地使用，部分机车被转售予阿拉斯加铁路。
易安迪MRS-1型柴油机车是1,600马力的六轴柴油机车，采用单司机室、底架承载、双侧外走廊的罩式车体，车体上部自前向后分别为电气室、司机室、动力室、冷却室四部分组成。电气室内设有电气控制柜、蒸汽锅炉、牵引电动机通风机等设备。动力室内设有一套柴油发电机组，以及辅助发电机、主发电机通风机、空气滤清器等辅助装置。冷却室顶部设有散热器和冷却风扇，下方设有空气压缩机、机油滤清器、机油热交换器、负载调节器等设备。车体中部下方吊挂着燃油箱和蓄电池组。走行部为两台可变轨距的三轴转向架，可用于标准轨距（1,435毫米）、苏联轨距（1,520毫米）、伊比利亚轨距（1,668毫米）和印度轨距（1,676毫米）。
动力装置为一台16气缸、二冲程、水冷式、机械增压的16-567B型柴油机，该型柴油机在GP7、SD7型柴油机车上的装车功率为1,500马力，而它在MRS-1型柴油机车上通过提高喷油压力来将功率提升至1,600马力。传动系统采用直—直流电传动，柴油机直接驱动一台D22型直流发电机，发出的直流电供给六台D27型直流牵引电动机。牵引电动机采用轴悬式驱动方式，牵引齿轮传动比为3.53（60：17），最大运用速度为77英里/小时（124公里/小时）。